# Ockerbauch-Schattenkolibri
Der Ockerbauch-Schattenkolibri (Phaethornis subochraceus), manchmal auch Ockerbaucheremit genannt, ist eine Vogelart aus der Familie der Kolibris (Trochilidae). Die Art hat ein großes Verbreitungsgebiet, das sich über die südamerikanischen Länder Bolivien und  Brasilien erstreckt. Der Bestand wird von der IUCN als „nicht gefährdet“ (Least Concern) eingestuft.

## Merkmale
Der Ockerbauch-Schattenkolibri erreicht eine Körperlänge von etwa 12 cm. Davon machen der Schwanz ca. 5,5 cm und der Schnabel ca. 29 mm aus. Die Flügel erreichen eine Länge von je ca. 5 cm. Die bronzegrüne Oberseite weist braune Federsäume auf. Der Oberkopf und der Nacken sind eher bräunlich gefärbt. Die Überaugen- und Bartstreifen sind ockerfarben, wobei der Bereich um die Ohren braun gefärbt ist. Die Färbung von Kinn und Kehle ist dunkel, welche an der Unterseite ins Rötlichocker bis Zimtfarbene übergeht. Die bronzegrünen mittleren Schwanzfedern haben lange weiße Spitzen. Die seitlichen Steuerfedern sind ähnlich, werden aber fast am Ende von einer schwarzen Binde durchzogen. Die Flügel sind schwärzlich purpurn. Der Oberschnabel ist schwarz, der Unterschnabel an der Spitzenhälfte schwarz, sonst gelb. Die Beine sind braun.

## Habitat
Der Ockerbauch-Schattenkolibri bevorzugt als Lebensraum das Unterholz von trockenen bis halbimmergrünen Wäldern, Sekundärvegetation und Buschwerk in Höhen von 150 bis 800 m.

## Verhalten
Über das Verhalten des Ockerbauch-Schattenkolibris ist wenig bekannt. Er ernährt sich von Nektar und kleinen Arthropoden und sammelt Insekten aus Spinnennetzen. 
Die Männchen sammeln sich mit bis zu 5 Individuen in Leks. Gonadentätigkeiten lassen darauf schließen, dass die Art während der Regenzeit brütet.

## Verbreitung

Verbreitung des Ockerbauch-Schattenkolibris

Diese Art ist im Nordosten Boliviens bis in den Westen des Bundesstaates Mato Grosso in Brasilien verbreitet.

## Lautäußerungen
Der Gesang des Ockerbauch-Schattenkolibris klingt wie eine schnelle Serie aus tjuwjek Lauten.

## Unterarten
Es sind keine Unterarten des Ockerbauch-Schattenkolibris bekannt. Die Art gilt als monotypisch.

## Etymologie und Forschungsgeschichte
Walter Edmond Clyde Todd beschrieb den Kolibri unter dem heutigen Namen Phaethornis subochraceus. Das Typusexemplar wurde am 30. Mai 1909 von José Steinmann (1856–1929) bei Santa Cruz de la Sierra gesammelt.
Der Begriff Phaethornis leitet sich aus den griechischen Wörtern φαέθων phaéthōn für „leuchtend, strahlend“ und ὄρνις órnis für „Vogel“ ab. Das Artepitheton subochraceus ist ein lateinisches Wortgebilde aus sub für „unten, unterhalb“ und ochra für „ocker“.